# Nonancourt

Nonancourt este o comună în departamentul Eure, Franța. În 1 ianuarie 2022 avea o populație de 2.300 de locuitori.